# Національний університет Самоа
Національний університет Самоа (самоан. Le Iunivesite Aoao o Samoa) розташований в Апіа, Самоа. Університет заснований парламентом у 1984 році. Багато молодих людей з Тихоокеанського регіону обирають заклад для навчання.
При університеті діє Центр самоанських досліджень, де приділяється увага вивченню самоанської мови і культури.

## Факультети
- Факультет гуманітарних наук
- Факультет бізнесу і підприємництва
- Педагогічний факультет
- Медичний факультет
- Факультет природничих наук
- Школа бізнесу і загальних досліджень
- Інженерна школа
- Школа морського навчання